# Cattedrale di Santa Maria e San Filippo Howard
La cattedrale di Santa Maria e San Filippo Howard è il principale luogo di culto cattolico di Arundel, nel West Sussex, Inghilterra. Consacrata nel 1873, è diventata cattedrale nel 1965 con l'erezione della diocesi di Arundel e Brighton.
Dedicata prima a santa Maria e a san Filippo Neri, dopo la canonizzazione nel 1971 del 13º conte di Arundel Philip Howard fu a lui dedicata.

## Storia
Voluta dagli Howard, duchi di Norfolk e conti di Arundel, e in particolare da Henry Fitzalan-Howard, XV duca di Norfolk, la chiesa fu commissionata all'architetto Joseph Hansom che la realizzò in cinque anni, dal 1868 al 1873.

## Descrizione
Ispirata al gotico francese ed edificata utilizzando la pietra di Bath, la chiesa nella facciata ovest presenta alcune statue di Cristo e degli apostoli e una statua di Maria con Bambino. Al centro un grande rosone adornato con vetri colorati.
L'interno, a tre navate divise in sei campate da pilastri decorati, si caratterizza per una nave centrale stretta e alta, che incrocia un transetto con cappelle a destra e a sinistra dell'altare maggiore. Tra queste spicca, a sinistra, l'altare della Madonna con un tabernacolo e una statua in pietra serena della Madonna e nel fondo del transetto nord il santuario di San Filippo Howard, che morì prigioniero nel 1565 nella Torre di Londra per le sue idee religiose.

## Eventi
La Cattedrale è stata la location di un video musicale di Libera.

### Corpus Christi
Ogni anno, nella Cattedrale di Arundel, si svolge un evento magico chiamato Corpus Domini. Durante questo festival dei fiori, persone provenienti da ogni parte del mondo si riuniscono per ammirare la bellezza di un tappeto floreale unico, creato con cura e dedizione dai volontari in un solo giorno. Potrai essere presente durante la sua creazione o semplicemente goderti la sua magnificenza nei giorni successivi. Non perdere l'opportunità di vivere questa esperienza straordinaria e immergerti nella magia del Corpus Domini nella Cattedrale di Arundel  .